# Isle of Man TT 1950
De Isle of Man TT 1950 was de eerste race van het wereldkampioenschap wegrace-seizoen 1950. De races werden verreden van 5 juni t/m 10 juni 1950 op de Snaefell Mountain Course, een stratencircuit op het eiland Man. In de TT kwamen de 250cc-, de 350cc- en de 500cc-klasse aan de start. De zwaardere klassen reden met een interval-start, de 250cc-klasse met een massastart.

## Algemeen
De TT van Man van 1950 opende het seizoen, en de Britten hadden uitgepakt met allerlei vernieuwingen. Op de eerste plaats was daar de relatief jonge Geoff Duke, winnaar van de Clubmans Senior TT en van de Manx Grand Prix in 1949. Hij kwam uit met de nieuwe Norton Manx' die nu voorzien waren van het (later) beroemde featherbed frame. Hoewel hij al 27 jaar oud was, was hij jong vergeleken met zijn teamgenoten Artie Bell (36), Harold Daniell (41) en Johnny Lockett (35). De Italianen waren weer grotendeels afwezig. In de 250cc-klasse telden alle resultaten en daar was Dario Ambrosini voor Benelli aanwezig, maar Moto Guzzi liet zich vertegenwoordigen door Maurice Cann en de 500cc-rijders van Gilera en MV Agusta konden het zich permitteren om weg te blijven omdat er toch drie "streepresultaten" waren.

## Hoofdraces

### Senior TT
In de Senior TT sloeg Geoff Duke meteen toe: Hij leidde de race van start tot finish en verbrak zowel het ronde- als het racerecord. Zijn teamgenoot Artie Bell liep 2½ minuut achterstand op. Derde man Johnny Lockett moest 3½ minuut toegeven en Les Graham met de fabrieks-AJS E90 ruim vier minuten.
| Pos | Coureur           | Merk        | Tijd      | Punten |
| --- | ----------------- | ----------- | --------- | ------ |
| 1   | Geoff Duke        | Norton      | 2:51"45'6 | 8      |
| 2   | Artie Bell        | Norton      | 2:54"25'6 | 6      |
| 3   | Johnny Lockett    | Norton      | 2:55"22'4 | 4      |
| 4   | Les Graham        | AJS         | 2:55"52'0 | 3      |
| 5   | Harold Daniell    | Norton      | 2:56"31'0 | 2      |
| 6   | Reg Armstrong     | Velocette   | 3:02"31'4 | 1      |
| 7   | Dickie Dale       | Norton      | 3:03"15'6 |        |
| 8   | Cromie McCandless | Norton      | 3:03"19'6 |        |
| 9   | Jack Brett        | Norton      | 3:03"53'2 |        |
| 10  | Harry Hinton      | Norton      | 3:04"25'4 |        |
| 11  | George Morrison   | Norton      | 3:07"05'8 |        |
| 12  | Ken Bills         | Vincent-HRD | 3:09"09'6 |        |
| 13  | Tommy McEwan      | Triumph     | 3:10"03'2 |        |
| 14  | Eric McPherson    | AJS         | 3:10"22'8 |        |
| 15  | Ted Frend         | AJS         | 3:10"43'4 |        |
| 16  | Roy Evans         | Norton      | 3:11"24'4 |        |
| 17  | Albert Moule      | Norton      | 3:12"08'0 |        |
| 18  | J. Swartbrick     | Norton      | 3:12"22'2 |        |
| 19  | David Whitworth   | Triumph     | 3:12"56'2 |        |
| 20  | Syd Lawton        | AJS         | 3:14"17'8 |        |
| 26  | Arthur Wheeler    | Norton      | 3:17"27'8 |        |
| 43  | Charlie Salt      | Velocette   | 3:23"57'0 |        |

| Coureur            | Merk        |
| ------------------ | ----------- |
| Manliff Barrington | Vincent-HRD |
| Bob Foster         | Moto Guzzi  |
| Syd Jensen         | Triumph     |
| Cecil Sandford     | Velocette   |

| Coureur          | Merk      |
| ---------------- | --------- |
| Jock West        | AJS       |
| Alfredo Milani   | Gilera    |
| Arciso Artesiani | MV Agusta |
| Carlo Bandirola  | Gilera    |
| Nello Pagani     | Gilera    |
| Umberto Masetti  | Gilera    |

### Junior TT (350 cc)
Artie Bell won de Junior TT met de Norton 40M met ruim een minuut voorsprong op stalgenoten Geoff Duke en Harold Daniell. Met het nieuwe featherbed frame waren de Nortons nu definitief sneller dan de AJS Boy Racers en de Velocette KTT. Velocette was in 1949 nog niet te kloppen geweest (Freddie Frith had alle wedstrijden gewonnen), maar nu was Ken Bills de snelste Velocette-coureur op de negende plaats, mede door het uitvallen van Reg Armstrong.
| Pos | Coureur            | Merk      | Tijd      | Punten |
| --- | ------------------ | --------- | --------- | ------ |
| 1   | Artie Bell         | Norton    | 3:03"35'0 | 8      |
| 2   | Geoff Duke         | Norton    | 3:04"52'0 | 6      |
| 3   | Harold Daniell     | Norton    | 3:07"56'0 | 4      |
| 4   | Les Graham         | AJS       | 3:08"03'8 | 3      |
| 5   | Ted Frend          | AJS       | 3:08"56'4 | 2      |
| 6   | Johnny Lockett     | Norton    | 3:10"18'2 | 1      |
| 7   | Dickie Dale        | AJS       | 3:10"41'2 |        |
| 8   | Cromie McCandless  | Norton    | 3:12"16'6 |        |
| 9   | Ken Bills          | Velocette | 3:12"28'0 |        |
| 10  | Harry Hinton       | Norton    | 3:13"18'4 |        |
| 11  | David Whitworth    | Velocette | 3:13"43'2 |        |
| 12  | Arthur Wheeler     | Velocette | 3:15"04'4 |        |
| 13  | F.C. Hawken        | AJS       | 3:15"23'0 |        |
| 14  | Roland Pike        | AJS       | 3:16"47'6 |        |
| 15  | Jack Brett         | Norton    | 3:16"55'0 |        |
| 16  | Syd Jensen         | AJS       | 3:17"29'8 |        |
| 17  | Syd Barnett        | AJS       | 3:17"33'6 |        |
| 18  | Syd Lawton         | AJS       | 3:18"54'2 |        |
| 19  | O.S. Scott         | Velocette | 3:21"10'0 |        |
| 20  | D.W.J. Harrowell   | AJS       | 3:21"18'0 |        |
| 33  | Cecil Sandford     | Velocette | 3:25"20'0 |        |
| 39  | Manliff Barrington | AJS       | 3:26"36'0 |        |

| Coureur        | Merk      | Oorzaak   |
| -------------- | --------- | --------- |
| Reg Armstrong  | Velocette |           |
| Charlie Brett  | Velocette |           |
| Roy Evans      | BSA       |           |
| Bob Foster     | Velocette |           |
| Bill Lomas     | Velocette |           |
| Tommy McEwan   | AJS       |           |
| Tommy Wood     | Velocette |           |
| Eric McPherson | AJS       | Koppeling |
| Charlie Salt   | Velocette |           |

### Lightweight TT (250 cc)
De Lightweight TT was spannend van start tot finish. Maurice Cann en Dario Ambrosini leverden een gevecht op haren en snaren dat 264 km duurde. Ambrosini won met slechts 0,2 seconde voorsprong, maar het duo was bijna zeven minuten sneller dan derde man Ronald Mead.
| Pos | Coureur             | Merk          | Tijd      | Punten |
| --- | ------------------- | ------------- | --------- | ------ |
| 1   | Dario Ambrosini     | Benelli       | 3:22"58'0 | 8      |
| 2   | Maurice Cann        | Moto Guzzi    | 3:22"58'2 | 6      |
| 3   | Ronald Mead         | Velocette     | 3:29"38'0 | 4      |
| 4   | Roland Pike         | Rudge         | 3:33"45'0 | 3      |
| 5   | Len Bayliss         | Elbee Special | 3:41"33'0 | 2      |
| 6   | Arnold Jones        | Moto Guzzi    | 3:42"41'2 | 1      |
| 7   | Svend-Aage Sørensen | Excelsior     | 3:48"13'0 |        |
| 8   | Frank Cope          | AJS           | 3:50"34'0 |        |
| 9   | R. Edwards          | CTS           | 3:55"47'0 |        |
| 10  | W.N. Webb           | Excelsior     | 3:57"00'0 |        |
| 11  | Chris Tattersall    | CTS           | 4:02"50'0 |        |
| 12  | Reg Geeson          | REG           | 4:10"36'0 |        |

| Coureur      | Merk       |
| ------------ | ---------- |
| Tommy Wood   | Moto Guzzi |
| Bill Webster | Excelsior  |

| Coureur            | Merk       |
| ------------------ | ---------- |
| Benoît Musy        | Moto Guzzi |
| Carlo Bellotti     | Moto Guzzi |
| Arthur Burton      | Excelsior  |
| David Andrews      | Excelsior  |
| Dickie Dale        | Benelli    |
| Fergus Anderson    | Moto Guzzi |
| William Campbell   | Excelsior  |
| Wilf Billington    | Moto Guzzi |
| Alano Montanari    | Moto Guzzi |
| Bruno Francisci    | Benelli    |
| Bruno Ruffo        | Moto Guzzi |
| Claudio Mastellari | Moto Guzzi |
| Onorato Francone   | Moto Guzzi |
| Ugo Plebani        | Moto Guzzi |

## Overige races
| Pos | Coureur      | Merk        | Tijd      |
| --- | ------------ | ----------- | --------- |
| 1   | A. Phillip   | Vincent-HRD | 1:55"18'0 |
| 2   | J. Alexander | Vincent-HRD | 2:00"52'2 |
| 3   | F.J. Young   | Vincent-HRD | 2:05"39'4 |
| 4   | G. Lund      | Vincent-HRD | 2:06"17'0 |
| 5   | Louis Carr   | Vincent-HRD | 2:07"40'6 |
| 6   | J.D.O. Davis | Vincent-HRD | 2:08"43'2 |
| 7   | F.J. Taylor  | Vincent-HRD | 2:12"45'2 |

| Pos | Coureur         | Merk    | Tijd      |
| --- | --------------- | ------- | --------- |
| 1   | P.H. Carter     | Norton  | 1:59"50'4 |
| 2   | A. Hill         | Triumph | 2:00"17'0 |
| 3   | K. Dixon        | Norton  | 2:01"29'2 |
| 4   | Ken Arber       | Norton  | 2:01"43'8 |
| 5   | R.C.W. Kerr     | Norton  | 2:03"10'4 |
| 6   | F. Passmore     | Norton  | 2:05"38'4 |
| 7   | A. Johnstone    | Triumph | 2:06"07'6 |
| 8   | P.J. Fetherston | Triumph | 2:07"14'2 |
| 9   | Harry Plews     | Norton  | 2:07"23'0 |
| 10  | H.L. Williams   | Norton  | 2:07"24'0 |
| 11  | Herbert Mills   | Triumph | 2:07"25'0 |
| 12  | R.A. Rowbottom  | Triumph | 2"07"42'2 |
| 13  | D. Bogie        | BSA     | 2:07"51'6 |
| 14  | E.M. Kempson    | Norton  | 2:08"05'0 |
| 15  | F.O. Coleman    | BSA     | 2:08"20'6 |
| 16  | J.N.P. Wright   | BSA     | 2:09"16'0 |
| 17  | J.C. Duncan     | BSA     | 2:10"17'0 |
| 18  | J.N. Buck       | Norton  | 2:11"23'0 |
| 19  | W. Dobson       | Norton  | 2:13"13'0 |
| 20  | J.E. Carr       | BSA     | 2:14"40'0 |

| Pos | Coureur          | Merk    | Tijd      |
| --- | ---------------- | ------- | --------- |
| 1   | Brian Jackson    | BSA     | 2:01"58'2 |
| 2   | I. McGuffe       | BSA     | 2:03"54'8 |
| 3   | A. Brown         | Norton  | 2"05"15'0 |
| 4   | I.R. Clarke      | Douglas | 2:05"54'0 |
| 5   | Charles Robinson | Douglas | 2:06"22'4 |
| 6   | P. Simister      | Norton  | 2:06"33'0 |
| 7   | Harry Brown      | BSA     | 2:06"44'4 |
| 8   | K. Willis        | BSA     | 2:06"44'8 |
| 9   | J.T. Weaman      | Norton  | 2:07"15'0 |
| 10  | C.E. Macartney   | BSA     | 2:07"16'8 |
| 11  | Jack Difazio     | Norton  | 2:07"34'6 |
| 12  | J. Cox           | BSA     | 2:07"46'0 |
| 13  | S.T. Seston      | Norton  | 2:08"01'0 |
| 14  | R.H. King        | BSA     | 2:08"38'0 |
| 15  | W.S. Corsley     | Norton  | 2:08"44'6 |
| 16  | C.G.Griffiths    | Douglas | 2:08"57'6 |
| 17  | Eric Houseley    | BSA     | 2:09"43'0 |
| 18  | T.R. Cookson     | Norton  | 2:10"11'0 |
| 19  | W.F. Barker      | BSA     | 2:10"40'0 |
| 20  | E. Rees          | AJS     | 2:11"17'0 |

| Pos | Coureur         | Merk      | Tijd      |
| --- | --------------- | --------- | --------- |
| 1   | F. Fletcher     | Excelsior | 1:41"34'4 |
| 2   | A.J. Wellstead  | Triumph   | 1:45"06'2 |
| 3   | J.R. Dulson     | Velocette | 1:50"05'2 |
| 4   | L.D. Boult      | Triumph   | 1:52"00'4 |
| 5   | A.J. Hutchinson | Velocette | 2:08"35'0 |

1907 · 1908 · 1909 · 1910 · 1911 · 1912 · 1913 · 1914 · Eerste Wereldoorlog · 1920 · 1921 · 1922 · 1923 · 1924 · 1925 · 1926 · 1927 · 1928 · 1929 · 1930 · 1931 · 1932 · 1933 · 1934 · 1935 · 1936 · 1937 · 1938 · 1939 · Tweede Wereldoorlog · 1947 · 1948 · 1949 · 1950 ·1951 · 1952 · 1953 · 1954 · 1955 · 1956 · 1957 · 1958 · 1959 · 1960 · 1961 · 1962 · 1963 · 1964 · 1965 · 1966 · 1967 · 1968 · 1969 · 1970 · 1971 · 1972 · 1973 · 1974 · 1975 · 1976 · 1977 · 1978 · 1979 · 1980 · 1981 · 1982 · 1983 · 1984 · 1985 · 1986 · 1987 · 1988 · 1989 · 1990 · 1991 · 1992 · 1993 · 1994 · 1995 · 1996 · 1997 · 1998 · 1999 · 2000 · 2002 · 2003 · 2004 · 2005 · 2006 · 2007 · 2008 · 2009 · 2010 · 2011 · 2012 · 2013 · 2014